# Застава камиони
Застава камиони је фабрика која производи привредна возила. Компанија послује у оквиру холдинга Застава возила, а централа и производни погони су лоцирани у Крагујевцу у централној Србији. Прави камионе по лиценци ФИАТ-а. Дана 26.6.2018. године покренут је стечајни поступак пред привредном суду у Крагујевцу због дужине трајања блокаде рачуна у датом тренутку, док је 
дана 19.9.2018. проглашен стечај. Влада Србије је 2017. године основала компанију Застава Терво која је преузела комплетни имовину Застава Камиона, као и велики број запослених.

## Галерија
- Застава 620Б
- Застава 640
- Застава Еуро Зета